# Petra Adamovičová
Petra Adamovičová (ur. 14 marca 1998) – słowacka siatkarka, grająca na pozycji środkowej. Obecnie występuje w drużynie Slávia Bratysława.

## Sukcesy klubowe
Puchar Słowacji:
- 2016[1], 2017, 2019

Mistrzostwo Słowacji:
- 2016, 2017, 2019[2]
- 2018